# Antler
Antler è un centro abitato (city) degli Stati Uniti, situato nella Contea di Bottineau nello Stato del Dakota del Nord. Nel censimento del 2000 la popolazione era di 47 abitanti. La città è stata fondata nel 1905.

## Geografia fisica
Secondo i rilevamenti dell'United States Census Bureau, la località di Antler si estende su una superficie di 0,5 km², tutti occupati da terre.

## Popolazione
Secondo il censimento del 2000, ad Antler vivevano 47 persone, ed erano presenti 13 gruppi familiari. La densità di popolazione era di 43,7 ab./km². Nel territorio comunale si trovavano 44 unità edificate. Per quanto riguarda la composizione etnica degli abitanti, il 100% era bianco.
Per quanto riguarda la suddivisione della popolazione in fasce d'età, il 21,3% era al di sotto dei 18, il 2,1% fra i 18 e i 24, il 27,7% fra i 25 e i 44, il 23,4% fra i 45 e i 64, mentre infine il 25,5% era al di sopra dei 65 anni di età. L'età media della popolazione era di 45 anni. Per ogni 100 donne residenti vivevano 88,0 maschi.

## Curiosità
Antler ospita il più grande piumone del mondo.